# Зайцев, Василий Васильевич (генерал-майор)
Василий Васильевич Зайцев (1859—1915) — генерал-майор, герой Первой мировой войны.

## Биография
Родился 1 января 1859 года. Получил домашнее образование.
16 августа 1875 года поступил в Киевское пехотное юнкерское училище, из которого выпущен 16 апреля 1878 года прапорщиком в 128-й пехотный Старооскольский полк. 5 мая 1881 года произведён в подпоручики, 21 декабря 1884 года — в поручики и 15 марта 1887 года — в штабс-капитаны.
По успешном окончании Офицерской стрелковой школы Зайцев в течение десяти с лишним лет командовал ротой, 15 марта 1889 года произведён в капитаны.
После того как 26 февраля 1900 года он получил чин подполковника Зайцев перевёлся во Владивосток на должность командира крепостного батальона. Принимал участие в русско-японской войне. 6 декабря 1910 года произведён в полковники.
31 декабря 1913 года Зайцев был назначен командиром 206-го пехотного Сальянского полка и на этой должности принял участие в Первой мировой войне.
6 января 1915 года полковник Зайцев получил Георгиевское оружие и 3 апреля того же года был произведён в генерал-майоры, а Высочайшим приказом от 15 апреля того же года награждён орденом св. Георгия 4-й степени
За то, что в бою 2 окт. 1914 г., командуя вверенным ему полком, под сильным действительным огнём противника, овладел частью д. Бжезница и костелом, чем принудил противника к отступлению, что способствовало полному успеху всего боевого порядка 52-й пех. дивиз.; будучи контуженным, остался в строю.
Погиб в бою 7 мая 1915 года, из списков исключён 2 июня 1915 года. 24 мая 1916 года награждён орденом св. Станислава 1-й степени с мечами (посмертно).

## Награды
Среди прочих наград Зайцев имел ордена:
- Орден Святого Станислава 2-й степени (1904 год)
- Орден Святой Анны 2-й степени (1910 год)
- Орден Святого Владимира 4-й степени (1913 год)
- Георгиевское оружие (6 января 1915 года)
- Орден Святого Георгия 4-й степени (15 апреля 1915 года)
- Орден Святого Станислава 1-й степени с мечами (24 мая 1916 года)